# Miłka Antoszczyszyn
Miłka Antoszczyszyn (ur. 5 lutego 1934, zm. 14 kwietnia 2009) – polska inżynier, doktor habilitowany.

## Życiorys
Miłka Stojanowa urodziła się 5 lutego 1934 w Warnie. Podczas studiów w Sofii poznała Stanisława Antoszczyszyna, którego poślubiła w 1956 roku. W 1957 ukończyła studia na wydziale chemicznym Politechniki Sofijskiej uzyskując tytuł magistra inżyniera w dziedzinie technologia paliw ciekłych i stałych. Tego samego roku wyjechała do Polski. W 1981 została odznaczona Złotym Krzyżem Zasługi. Doktorat otrzymała w 1966 a habilitację uzyskała w 1988. W 1992 została mianowana profesorem nadzwyczajnym Politechniki Szczecińskiej.
Pracowała w Zachodniopomorskim Uniwersytecie Technologicznym w Szczecinie i w Politechnice Szczecińskiej. Była promotorem 7 prac doktorskich.
W latach 1993–2000 była przewodniczącą oddziału szczecińskiego Polskiego Towarzystwa Chemicznego.